# Alfred Hettner
Alfred Hettner, född 6 augusti 1859 i Dresden, död 31 augusti 1941 i Heidelberg, var en tysk geograf. Han var son till Hermann Theodor Hettner.
Hettner företog 1882–1884 och 1888–1890 forskningsresor i Sydamerika, blev 1894 extra ordinarie professor i geografi i Leipzig, 1897 ordinarie professor i Tübingen och 1899 i Heidelberg, vilken befattning han lämnade som emeritus 1928.
Hettner utgav från 1895 "Geographische Zeitschrift" och författade talrika skrifter, såväl specialundersökningar och beskrivningar som läroböcker och handböcker, främst i geomorfologi. Bland dessa senare bör nämnas Grundzüge der Länderkunde. I. Europa (1907; andra upplagan 1923) och Die Oberflächenformen des Festlandes (1921). 